# Je te pardonne
Singles de Maître Gims
Tu vas me manquer
(2015) Ma beauté
(2016)
Pistes de Mon cœur avait raison (Pilule bleue)
Tu vas me manquer
(14)
Je te pardonne est une chanson du rappeur congolais Maître Gims en featuring avec la chanteuse australienne Sia (pour le remix), extrait de l'album Mon cœur avait raison, sorti en 2015. La chanson est sortie le 18 mars 2016 en tant que sixième single de l'album.

## Liste de titres

### Je te pardonne
| 1. | Je te pardonne | Maître Gims, Lefa, Barack Adama | 4:04 |

### Je te pardonne (Remix)(feat. Sia)
| 1. | Je te pardonne (featuring Sia) | Maître Gims, Dany Synthé, Adja Damba Dante | 4:06 |

## Classements
| Classement (2015-16)                    | Meilleure position |
| --------------------------------------- | ------------------ |
| Belgique (Flandre Ultratip 100)         | Tip                |
| Belgique (Flandre Ultratop R&B/Hip-Hop) | 37                 |
| Belgique (Wallonie Ultratop 50 Singles) | 8                  |
| Belgique (Wallonie Ultratop 50 Airplay) | 5                  |
| France (SNEP)                           | 12                 |

## Historique de sortie
| Région       | Date         | Format                    | Label              |
| ------------ | ------------ | ------------------------- | ------------------ |
| Monde entier | 18 mars 2016 | Téléchargement, streaming | Wati B / Jive Epic |